# Sodoma i Gomora
Sodoma i Gomora (hebr. מהפכת סדום ועמורה) – motyw biblijny pochodzący ze starotestamentowej Księgi Rodzaju, dotyczący zniszczenia przez Boga położonych w dolinie Siddim miast kananejskich Sodomy i Gomory na skutek niegodziwości ich mieszkańców.

## Przekaz biblijny
Według Biblii Abraham po powrocie od króla Egiptu rozdzielił ziemię kananejską pomiędzy siebie i Lota, który wybrał obszar w pobliżu Sodomy, otrzymawszy prawo pierwszeństwa wyboru. Miasto wkrótce zostało pokonane przez Asyryjczyków, którzy nałożyli na jego mieszkańców daninę. Po dwunastu latach Sodoma zbuntowała się przeciwko Asyrii. Miasto wsparł Abraham, za co Bóg Jahwe obiecał mu wielką nagrodę.
Gdy Sodoma urosła w siłę, niechętnie przyjmowała przybyszów. Według Biblii mieszkańcy Sodomy i Gomory byli niegodziwi, rozpustni, pogardzali prawem boskim i ludzkim. Bóg Jahwe zamierzał je zniszczyć, ale za namową Abrahama zgodził się, że daruje życie jego mieszkańcom, jeśli wśród nich znajdzie się przynajmniej dziesięciu sprawiedliwych. W tym celu wysłał do Sodomy dwóch swoich aniołów, którzy spędzili noc w domu Lota. Przed nocą mężczyźni z miasta otoczyli dom Lota, by współżyć z jego gośćmi. Lot zaoferował im w zamian swoje dwie córki-dziewice, jednak oni odmówili. Wtedy zaryglował drzwi domu. Mieszkańcy miasta chcieli je wyważyć, więc aniołowie porazili napastników ślepotą. Lotowi nakazali, by wyprowadził z Sodomy najbliższych, bo rankiem miasto zostanie zniszczone. Przyszli zięciowie Lota odmówili pójścia z nim. Z nastaniem świtu aniołowie wyprowadzili Lota, jego żonę i dwie córki za miasto i nakazali uciekać w góry bez oglądania się za siebie. Żona Lota nie wytrzymała tej próby i wbrew woli Boga obejrzała się. Natychmiast też zamieniła się w słup soli.
Lot za pozwoleniem Boga udał się do pobliskiego Soar, który dzięki temu został ocalony. Jahwe zniszczył miasta wraz z mieszkańcami i roślinnością w całym okręgu: Sodomę i Gomorę, Seboim i Admę (Pwt 29:22). Wczesnym rankiem Abraham ujrzał, jak z pobliskich miast unosi się gęsty dym. Wkrótce Lot opuścił Soar i zamieszkał z córkami w jaskini.

## Badania archeologiczne
Archeolodzy umiejscawiają Sodomę i Gomorę na dnie Morza Martwego bądź utożsamiają z ruinami miast występującymi na jego wschodnim (jordańskim) wybrzeżu w rejonie Siddim. Najbardziej prawdopodobnymi miejscami położenia Sodomy i Gomory są odpowiednio stanowiska archeologiczne: Bab edh-Dhra oraz Numeira. Możliwe, że obie osady zostały zniszczone przez katastrofy naturalne, których gwałtowność dała początek opowieści biblijnej.
W Izraelu w pobliżu południowej części wybrzeża Morza Martwego znajduje się wzgórze Sodom, które wyróżnia się budową geologiczną – prawie w całości zbudowane jest z halitu (soli kamiennej). Z powodu erozji nastąpiło rozdzielenie masywu. Jeden z oddzielonych filarów nazwany jest potocznie „żona Lota”.

## Związek frazeologiczny
Zwrot "sodoma i gomora" jest także związkiem frazeologicznym, który oznacza  wielkie zamieszanie, awantura czy bałagan, gniazdo rozpusty, siedlisko zła moralnego i zepsucia obyczajów i miejsce przeklęte; chaos i bałagan.

## Biblizmy
- sodoma i gomora – synonim rozpusty i zamieszania[5][6]
- sodomia – zoofilia, rozpusta
- sodomita – człowiek oddający się sodomii.